# جيمس هوستون (لاعب دوري الرغبي)
جيمس هوستون (بالإنجليزية: James Houston)‏ هو لاعب دوري الرغبي بريطاني، ولد في 28 ديسمبر 1982 في Pontefract ‏ في المملكة المتحدة.